# Прапор Захарівського району
Пра́пор Захарівського райо́ну — офіційний символ Захарівського району Одеської області, затверджений 21 жовтня 2009 року рішенням сесії Фрунзівської районної ради.

## Опис
Прапор являє собою прямокутне полотнище зі співвідношенням сторін 2:3, яке поділене на три рівновеликі вертикальні смуги: зелену, синю та зелену. У центрі зображено жовтого орла з розпростертими крилами.